# Liste der Justizminister von Frankreich
Der französische Justizminister ist ein wichtiges Kabinettsmitglied, da er den Aufbau, die Pflege und die Administration des Gerichtssystems überwacht.
Er ist Vizepräsident des hohen Rates der Judikative, der unter anderem den Werdegang der meisten Richter beaufsichtigt und Empfehlungen für den Aufstieg von Staatsanwälten ausspricht.
Zu den Aufgaben des Justizministers zählen weiterhin: die Überwachung der Strafanstalten; das Vorschlagen von Gesetzen zum Zivil-, Straf- oder Verfahrensrecht.
Der Justizminister fungiert als Siegelbewahrer von Frankreich (französisch garde des Sceaux); in dieser Eigenschaft bewahrt er auch das Große Siegel der Französischen Republik auf.
Unter dem Ancien Régime wurde der für das Justizsystem zuständige Minister Kanzler von Frankreich (chancelier de France) genannt. Der Kanzler war verantwortlich dafür, dass die königlichen Dekrete von den verschiedenen Parlamenten des Reiches registriert wurden. Jedoch wurde der Kanzler auf Lebenszeit ernannt, was dazu führen konnte, dass er in der Gunst fiel oder zu krank wurde, um sein Amt wahrzunehmen. In diesem Fall übernahm sein Stellvertreter, der Siegelbewahrer, seine Arbeit. Der letzte Kanzler starb 1790, mitten in der Zeit der Französischen Revolution. Sein Posten wurde nicht neu besetzt. Stattdessen trug ab 1791 der Siegelbewahrer den Zusatztitel „Justizminister“ (Ministre de la Justice).

## Kanzler (1690–1790)
| Kanzler                                  | Beginn             | Ende               |
| ---------------------------------------- | ------------------ | ------------------ |
| Louis II. Phélypeaux de Pontchartrain    | 5. September 1699  | 1. Juli 1714       |
| Daniel Voysin de La Noiraye              | 2. Juli 1714       | 2. Februar 1717    |
| Henri François d’Aguesseau               | 3. Februar 1717    | 27. Oktober 1750   |
| Guillaume de Lamoignon de Blancmesnil    | 10. Dezember 1750  | 14. September 1768 |
| René-Nicolas-Charles-Augustin de Maupeou | 16. September 1768 | 1. Juli 1790       |

## Siegelbewahrer (1699–1790)
| Hüter der Siegel                            | Beginn             | Ende               |
| ------------------------------------------- | ------------------ | ------------------ |
| Louis II. Phélypeaux de Pontchartrain       | 5. September 1699  | 1. Juli 1714       |
| Daniel Voysin de La Noiraye                 | 2. Juli 1714       | 2. Februar 1717    |
| Henri François d’Aguesseau                  | 3. Februar 1717    | 28. Januar 1718    |
| Marc René d’Argenson                        | 28. Januar 1718    | 7. Juni 1720       |
| Henri François d’Aguesseau                  | 8. Juni 1720       | 28. Februar 1722   |
| Joseph Jean-Baptiste Fleuriau               | 28. Februar 1722   | 17. August 1727    |
| Germain Louis Chauvelin                     | 23. August 1727    | 20. Februar 1737   |
| Henri François d’Aguesseau                  | 20. Februar 1737   | 27. November 1750  |
| Jean-Baptiste de Machault d’Arnouville      | 27. November 1750  | 1. Februar 1757    |
| vakant                                      | 1. Februar 1757    | 13. Oktober 1761   |
| Nicolas René Berryer                        | 13. Oktober 1761   | 15. September 1762 |
| Paul Esprit Feydeau de Brou                 | 27. September 1762 | 3. Oktober 1763    |
| René-Charles de Maupeou                     | 3. Oktober 1763    | 18. September 1768 |
| René Nicolas de Maupeou                     | 18. September 1768 | 24. August 1774    |
| Armand Thomas Hue                           | 24. August 1774    | 8. April 1787      |
| Chrétien François de Lamoignon              | 8. April 1787      | 14. September 1788 |
| Charles Louis François de Paule de Barentin | 17. September 1788 | 3. August 1789     |
| Jérôme Champion de Cicé                     | 4. August 1789     | 21. November 1790  |

## Justizminister (1790–1944)
| Minister                                       | Beginn             | Ende               |
| ---------------------------------------------- | ------------------ | ------------------ |
| Marguerite-Louis-François Duport-Dutertre      | 21. November 1790  | 23. März 1792      |
| Jean-Marie Roland de La Platière               | 23. März 1792      | 14. April 1792     |
| Antoine Duranthon                              | 14. April 1792     | 4. Juli 1792       |
| Étienne Louis Hector Dejoly                    | 4. Juli 1792       | 10. August 1792    |
| Georges Danton                                 | 10. August 1792    | 9. Oktober 1792    |
| Dominique Joseph Garat                         | 9. Oktober 1792    | 20. März 1793      |
| Louis-Jérôme Gohier                            | 20. März 1793      | 20. April 1794     |
| unbesetzt                                      | 20. April 1794     | 3. November 1795   |
| Philippe Antoine Merlin de Douai               | 3. November 1795   | 5. Januar 1796     |
| Charles François Jean Joseph Victor Génissieu  | 5. Januar 1796     | 4. April 1796      |
| Philippe Antoine Merlin de Douai               | 4. April 1796      | 24. September 1797 |
| Charles Joseph Mathieu Lambrechts              | 24. September 1797 | 20. Juli 1799      |
| Jean Jacques Régis de Cambacérès               | 20. Juli 1799      | 25. Dezember 1799  |
| André Joseph Abrial                            | 25. Dezember 1799  | 14. September 1802 |
| Claude Régnier, duc de Massa                   | 14. September 1802 | 20. November 1813  |
| Louis-Mathieu Molé                             | 20. November 1813  | 1. April 1814      |
| Pierre Paul Nicolas, baron Henrion de Pansey   | 3. April 1814      | 13. Mai 1814       |
| Charles, chevalier Dambray                     | 13. Mai 1814       | 20. März 1815      |
| Jean Jacques Régis de Cambacérès, duc de Parme | 20. März 1815      | 22. Juni 1815      |
| Antoine, comte Boulay de la Meurthe            | 22. Juni 1815      | 7. Juli 1815       |
| Étienne-Denis Pasquier                         | 9. Juli 1815       | 26. September 1815 |
| François, comte de Barbé-Marbois               | 26. September 1815 | 7. Mai 1816        |
| Charles, chevalier Dambray                     | 7. Mai 1816        | 19. Januar 1817    |
| Étienne-Denis Pasquier                         | 19. Januar 1817    | 29. Dezember 1818  |
| Pierre François Hercule, comte de Serre        | 29. Dezember 1818  | 14. Dezember 1821  |
| Pierre-Denis, comte de Peyronnet               | 14. Dezember 1821  | 4. Januar 1828     |
| Joseph Marie, comte Portalis                   | 4. Januar 1828     | 14. Mai 1829       |
| Pierre Alpinien Bertrand Bourdeau              | 14. Mai 1829       | 8. August 1829     |
| Jean Joseph Antoine de Courvoisier             | 8. August 1829     | 19. Mai 1830       |
| Jean de Chantelauze                            | 19. Mai 1830       | 31. Juli 1830      |
| Jacques Charles Dupont de l’Eure               | 31. Juli 1830      | 27. Dezember 1830  |
| Joseph Mérilhou                                | 27. Dezember 1830  | 13. März 1831      |
| Félix Barthe                                   | 13. März 1831      | 4. April 1834      |
| Jean-Charles Persil                            | 4. April 1834      | 22. Februar 1836   |
| Paul Sauzet                                    | 22. Februar 1836   | 6. September 1836  |
| Jean-Charles Persil                            | 6. September 1836  | 15. April 1837     |
| Félix Barthe                                   | 15. April 1837     | 31. März 1839      |
| Louis Gaspard Amédée, baron Girod de l’Ain     | 31. März 1839      | 12. Mai 1839       |
| Jean-Baptiste Teste                            | 12. Mai 1839       | 1. März 1840       |
| Alexandre François Vivien                      | 1. März 1840       | 29. Oktober 1840   |
| Nicolas Martin du Nord                         | 29. Oktober 1840   | 12. März 1847      |
| Michel Pierre Alexis Hébert                    | 14. März 1847      | 24. Februar 1848   |
| Adolphe Crémieux                               | 24. Februar 1848   | 7. Juni 1848       |
| Eugène Bethmont                                | 7. Juni 1848       | 17. Juli 1848      |
| Alexandre Marie                                | 17. Juli 1848      | 20. Dezember 1848  |
| Eugène Rouher                                  | 20. Dezember 1848  | 26. Oktober 1851   |
| Joseph Corbin                                  | 26. Oktober 1851   | 1. November 1851   |
| Alfred Daviel                                  | 1. November 1851   | 3. Dezember 1851   |
| Eugène Rouher                                  | 3. Dezember 1851   | 22. Januar 1852    |
| Jacques Pierre Charles Abbatucci               | 22. Januar 1852    | 11. November 1857  |
| Paul de Royer                                  | 11. November 1857  | 5. Mai 1859        |
| Claude Alphonse Delangle                       | 5. Mai 1859        | 23. Juni 1863      |
| Jules Baroche                                  | 23. Juni 1863      | 17. Juli 1869      |
| Jean-Baptiste Duvergier                        | 17. Juli 1869      | 2. Januar 1870     |
| Émile Ollivier                                 | 2. Januar 1870     | 10. August 1870    |
| Michel Grandperret                             | 10. August 1870    | 4. September 1870  |
| Adolphe Crémieux                               | 4. September 1870  | 19. Februar 1871   |
| Jules Dufaure                                  | 19. Februar 1871   | 25. Mai 1873       |
| Jean Ernoul                                    | 25. Mai 1873       | 26. November 1873  |
| Octave Depeyre                                 | 26. November 1873  | 22. Mai 1874       |
| Adrien Tailhand                                | 22. Mai 1874       | 10. März 1875      |
| Jules Dufaure                                  | 10. März 1875      | 12. Dezember 1876  |
| Louis Martel                                   | 12. Dezember 1876  | 17. Mai 1877       |
| Albert de Broglie                              | 17. Mai 1877       | 23. November 1877  |
| François Lepelletier                           | 23. November 1877  | 13. Dezember 1877  |
| Jules Dufaure                                  | 13. Dezember 1877  | 4. Februar 1879    |
| Philippe Le Royer                              | 4. Februar 1879    | 28. Dezember 1879  |
| Jules Cazot                                    | 28. Dezember 1879  | 30. Januar 1882    |
| Gustave Humbert                                | 30. Januar 1882    | 7. August 1882     |
| Pierre Paul Devès                              | 7. August 1882     | 21. Februar 1883   |
| Félix Martin-Feuillée                          | 21. Februar 1883   | 6. April 1885      |
| Henri Brisson                                  | 6. April 1885      | 7. Januar 1886     |
| Charles Demôle                                 | 7. Januar 1886     | 11. Dezember 1886  |
| Ferdinand Sarrien                              | 11. Dezember 1886  | 30. Mai 1887       |
| Charles Mazeau                                 | 30. Mai 1887       | 30. November 1887  |
| Armand Fallières                               | 30. November 1887  | 3. April 1888      |
| Jean-Baptiste Ferrouillat                      | 3. April 1888      | 5. Februar 1889    |
| Edmond Guyot-Dessaigne                         | 5. Februar 1889    | 22. Februar 1889   |
| François Thévenet                              | 22. Februar 1889   | 17. März 1890      |
| Armand Fallières                               | 17. März 1890      | 27. Februar 1892   |
| Louis Ricard                                   | 27. Februar 1892   | 6. Dezember 1892   |
| Léon Bourgeois                                 | 6. Dezember 1892   | 12. März 1893      |
| Jules Develle                                  | 12. März 1893      | 13. März 1893      |
| Léon Bourgeois                                 | 13. März 1893      | 4. April 1893      |
| Eugène Guérin                                  | 4. April 1893      | 3. Dezember 1893   |
| Antonin Dubost                                 | 3. Dezember 1893   | 30. Mai 1894       |
| Eugène Guérin                                  | 30. Mai 1894       | 26. Januar 1895    |
| Ludovic Trarieux                               | 26. Januar 1895    | 1. November 1895   |
| Louis Ricard                                   | 1. November 1895   | 29. April 1896     |
| Jean-Baptiste Darlan                           | 29. April 1896     | 2. Dezember 1897   |
| Victor Milliard                                | 2. Dezember 1897   | 28. Juni 1898      |
| Ferdinand Sarrien                              | 28. Juni 1898      | 1. November 1898   |
| Georges Lebret                                 | 1. November 1898   | 22. Juni 1899      |
| Ernest Monis                                   | 22. Juni 1899      | 7. Juni 1902       |
| Ernest Vallé                                   | 7. Juni 1902       | 24. Januar 1905    |
| Joseph Chaumié                                 | 24. Januar 1905    | 14. März 1906      |
| Ferdinand Sarrien                              | 14. März 1906      | 25. Oktober 1906   |
| Edmond Guyot-Dessaigne                         | 25. Oktober 1906   | 31. Dezember 1907  |
| Aristide Briand                                | 4. Januar 1908     | 24. Juli 1909      |
| Louis Barthou                                  | 24. Juli 1909      | 3. November 1910   |
| Théodore Girard                                | 3. November 1910   | 2. März 1911       |
| Antoine Perrier                                | 2. März 1911       | 27. Juni 1911      |
| Jean Cruppi                                    | 27. Juni 1911      | 14. Januar 1912    |
| Aristide Briand                                | 14. Januar 1912    | 21. Januar 1913    |
| Louis Barthou                                  | 21. Januar 1913    | 22. März 1913      |
| Antony Ratier                                  | 22. März 1913      | 9. Dezember 1913   |
| Jean-Baptiste Bienvenu-Martin                  | 9. Dezember 1913   | 9. Juni 1914       |
| Alexandre Ribot                                | 9. Juni 1914       | 13. Juni 1914      |
| Jean-Baptiste Bienvenu-Martin                  | 13. Juni 1914      | 26. August 1914    |
| Aristide Briand                                | 26. August 1914    | 29. Oktober 1915   |
| René Viviani                                   | 29. Oktober 1915   | 12. September 1917 |
| Raoul Péret                                    | 12. September 1917 | 16. November 1917  |
| Louis Nail                                     | 16. November 1917  | 20. Januar 1920    |
| Gustave Lhopiteau                              | 20. Januar 1920    | 16. Januar 1921    |
| Laurent Bonnevay                               | 16. Januar 1921    | 15. Januar 1922    |
| Louis Barthou                                  | 15. Januar 1922    | 5. Oktober 1922    |
| Maurice Colrat                                 | 5. Oktober 1922    | 29. März 1924      |
| Edmond Lefebvre du Prey                        | 29. März 1924      | 9. Juni 1924       |
| Antony Ratier                                  | 9. Juni 1924       | 14. Juni 1924      |
| René Renoult                                   | 14. Juni 1924      | 17. April 1925     |
| Théodore Steeg                                 | 17. April 1925     | 11. Oktober 1925   |
| Anatole de Monzie                              | 11. Oktober 1925   | 29. Oktober 1925   |
| Camille Chautemps                              | 29. Oktober 1925   | 28. November 1925  |
| René Renoult                                   | 28. November 1925  | 9. März 1926       |
| Pierre Laval                                   | 9. März 1926       | 19. Juli 1926      |
| Maurice Colrat                                 | 19. Juli 1926      | 23. Juli 1926      |
| Louis Barthou                                  | 23. Juli 1926      | 3. November 1929   |
| Lucien Hubert                                  | 3. November 1929   | 21. Februar 1930   |
| Théodore Steeg                                 | 21. Februar 1930   | 2. März 1930       |
| Raoul Péret                                    | 2. März 1930       | 17. November 1930  |
| Henry Chéron                                   | 17. November 1930  | 27. Januar 1931    |
| Léon Bérard                                    | 27. Januar 1931    | 20. Februar 1932   |
| Paul Reynaud                                   | 20. Februar 1932   | 3. Juni 1932       |
| René Renoult                                   | 3. Juni 1932       | 18. Dezember 1932  |
| Abel Gardey                                    | 18. Dezember 1932  | 31. Januar 1933    |
| Eugène Penancier                               | 31. Januar 1933    | 26. Oktober 1933   |
| Albert Dalimier                                | 26. Oktober 1933   | 26. November 1933  |
| Eugène Raynaldy                                | 26. November 1933  | 27. Januar 1934    |
| Eugène Penancier                               | 27. Januar 1934    | 9. Februar 1934    |
| Henry Chéron                                   | 9. Februar 1934    | 15. Oktober 1934   |
| Henry Lémery                                   | 15. Oktober 1934   | 8. November 1934   |
| Georges Pernot                                 | 8. November 1934   | 7. Juni 1935       |
| Léon Bérard                                    | 7. Juni 1935       | 4. Juni 1936       |
| Marc Rucart                                    | 4. Juni 1936       | 22. Juni 1937      |
| Vincent Auriol                                 | 22. Juni 1937      | 18. Januar 1938    |
| César Campinchi                                | 18. Januar 1938    | 13. März 1938      |
| Marc Rucart                                    | 13. März 1938      | 10. April 1938     |
| Paul Reynaud                                   | 10. April 1938     | 1. November 1938   |
| Paul Marchandeau                               | 1. November 1938   | 13. September 1939 |
| Georges Bonnet                                 | 13. September 1939 | 21. März 1940      |
| Albert Sérol                                   | 21. März 1940      | 16. Juni 1940      |
| Charles Frémicourt                             | 16. Juni 1940      | 12. Juli 1940      |
| Raphaël Alibert                                | 12. Juli 1940      | 27. Januar 1941    |
| Joseph Barthélemy                              | 27. Januar 1941    | 26. März 1943      |
| Maurice Gabolde                                | 26. März 1943      | 20. August 1944    |

## Freie Justizkommissare der CFLN (während der Jahre der Vichy-Regierung 1941–1944)
| Kommissar           | Beginn             | Ende               |
| ------------------- | ------------------ | ------------------ |
| René Cassin         | 24. September 1941 | 7. Juni 1943       |
| Jules Abadie        | 7. Juni 1943       | 4. September 1943  |
| François de Menthon | 4. September 1943  | 10. September 1944 |

## Justizminister (1944 bis heute)
| Minister                       | Beginn             | Ende               |
| ------------------------------ | ------------------ | ------------------ |
| François de Menthon            | 10. September 1944 | 30. Mai 1945       |
| Pierre-Henri Teitgen           | 30. Mai 1945       | 18. Dezember 1946  |
| Paul Ramadier                  | 18. Dezember 1946  | 22. Januar 1947    |
| André Marie                    | 22. Januar 1947    | 26. Juli 1948      |
| Robert Lecourt                 | 26. Juli 1948      | 11. September 1948 |
| André Marie                    | 11. September 1948 | 13. Februar 1949   |
| Robert Lecourt                 | 13. Februar 1949   | 28. Oktober 1949   |
| René Mayer                     | 28. Oktober 1949   | 11. August 1951    |
| Edgar Faure                    | 11. August 1951    | 20. Januar 1952    |
| Léon Martinaud-Déplat          | 20. Januar 1952    | 28. Juni 1953      |
| Paul Ribeyre                   | 28. Juni 1953      | 19. Juni 1954      |
| Émile Hugues                   | 19. Juni 1954      | 3. September 1954  |
| Jean-Michel Guérin de Beaumont | 3. September 1954  | 20. Januar 1955    |
| Emmanuel Temple                | 20. Januar 1955    | 23. Februar 1955   |
| Robert Schuman                 | 23. Februar 1955   | 1. Februar 1956    |
| François Mitterrand            | 1. Februar 1956    | 13. Juni 1957      |
| Édouard Corniglion-Molinier    | 13. Juni 1957      | 6. November 1957   |
| Robert Lecourt                 | 6. November 1957   | 1. Juni 1958       |
| Michel Debré                   | 1. Juni 1958       | 8. Januar 1959     |
| Edmond Michelet                | 8. Januar 1959     | 24. August 1961    |
| Bernard Chenot                 | 24. August 1961    | 15. April 1962     |
| Jean Foyer                     | 15. April 1962     | 6. April 1967      |
| Louis Joxe                     | 6. April 1967      | 30. Mai 1968       |
| René Capitant                  | 30. Mai 1968       | 28. April 1969     |
| Jean-Marcel Jeanneney          | 28. April 1969     | 22. Juni 1969      |
| René Pleven                    | 22. Juni 1969      | 16. März 1973      |
| Pierre Messmer                 | 16. März 1973      | 6. April 1973      |
| Jean Taittinger                | 6. April 1973      | 28. Mai 1974       |
| Jean Lecanuet                  | 28. Mai 1974       | 27. August 1976    |
| Olivier Guichard               | 27. August 1976    | 30. März 1977      |
| Alain Peyrefitte               | 30. März 1977      | 22. Mai 1981       |
| Maurice Faure                  | 22. Mai 1981       | 23. Juni 1981      |
| Robert Badinter                | 23. Juni 1981      | 19. Februar 1986   |
| Michel Crépeau                 | 19. Februar 1986   | 20. März 1986      |
| Albin Chalandon                | 20. März 1986      | 12. Mai 1988       |
| Pierre Arpaillange             | 12. Mai 1988       | 2. Oktober 1990    |
| Henri Nallet                   | 2. Oktober 1990    | 2. April 1992      |
| Michel Vauzelle                | 2. April 1992      | 29. März 1993      |
| Pierre Méhaignerie             | 29. März 1993      | 18. Mai 1995       |
| Jacques Toubon                 | 18. Mai 1995       | 4. Juni 1997       |
| Élisabeth Guigou               | 4. Juni 1997       | 18. Oktober 2000   |
| Marylise Lebranchu             | 18. Oktober 2000   | 7. Mai 2002        |
| Dominique Perben               | 7. Mai 2002        | 2. Juni 2005       |
| Pascal Clément                 | 2. Juni 2005       | 18. Mai 2007       |
| Rachida Dati                   | 18. Mai 2007       | 23. Juni 2009      |
| Michèle Alliot-Marie           | 23. Juni 2009      | 14. November 2010  |
| Michel Mercier                 | 14. November 2010  | 15. Mai 2012       |
| Christiane Taubira             | 16. Mai 2012       | 27. Januar 2016    |
| Jean-Jacques Urvoas            | 27. Januar 2016    | 10. Mai 2017       |
| François Bayrou                | 10. Mai 2017       | 21. Juni 2017      |
| Nicole Belloubet               | 21. Juni 2017      | 6. Juli 2020       |
| Éric Dupond-Moretti            | 6. Juli 2020       | 5. September 2024  |
| Didier Migaud                  | 21. September 2024 | –                  |